# 모란봉 클럽
《모란봉 클럽》은 TV조선에서 2015년 9월 12일부터 2021년 5월 2일까지 방송했던 예능 프로그램이었다.

## 방송 시간
| 방송 채널 | 방송 기간                           | 방송 시간                            |
| --------- | ----------------------------------- | ------------------------------------ |
| TV CHOSUN | 2015년 9월 12일 ~ 2017년 6월 24일   | 매주 토요일 밤 11시 ~ 12시 40분      |
| TV CHOSUN | 2017년 7월 4일 ~ 2017년 10월 17일   | 매주 화요일 밤 11시 ~ 12시 40분      |
| TV CHOSUN | 2017년 10월 24일 ~ 2018년 5월 29일  | 매주 화요일 밤 10시 ~ 11시 40분      |
| TV CHOSUN | 2018년 6월 10일 ~ 2019년 10월 6일   | 매주 일요일 밤 9시 10분 ~ 10시 50분  |
| TV CHOSUN | 2019년 10월 13일 ~ 2019년 10월 20일 | 매주 일요일 저녁 7시 50분 ~ 9시 30분 |
| TV CHOSUN | 2019년 10월 27일 ~ 2020년 7월 12일  | 매주 일요일 밤 8시 20분 ~ 10시       |
| TV CHOSUN | 2020년 7월 19일 ~ 2020년 11월 15일  | 매주 일요일 밤 9시 ~ 10시 50분       |
| TV CHOSUN | 2020년 11월 22일 ~ 2020년 12월 27일 | 매주 일요일 밤 10시 20분 ~ 12시      |
| TV CHOSUN | 2021년 1월 3일 ~ 2021년 2월 7일     | 매주 일요일 저녁 7시 55분 ~ 9시      |
| TV CHOSUN | 2021년 2월 28일 ~ 2021년 5월 2일    | 매주 일요일 오전 11시 50분 ~ 2시     |

## MC
- 김성주 : 2015년 9월 12일 ~ 2016년 10월 15일
- 지상렬 : 2015년 9월 12일 ~ 2016년 11월 19일
- 김범수 : 2016년 10월 22일 ~ 2020년 7월 12일
- 오현경 : 2016년 11월 26일 ~ 2020년 7월 12일
- 박미선 : 2020년 7월 19일 ~ 2021년 5월 2일
- 김지선 : 2020년 7월 19일 ~ 2021년 5월 2일

## 타이틀 변천사
- 2015년 9월 12일 ~ 2017년 5월 20일 : 만나면 흥하리! 모란봉클럽
- 2017년 5월 27일 ~ 2021년 5월 2일 : 통일준비위원회 모란봉 클럽

## 경쟁 프로그램
- 이제 만나러 갑니다 (채널A)